# جنگ لاپلند
نبرد لاپلند نبردی است در جنگ جهانی دوم که در تاریخ ۱۵ سپتامبر سال ۱۹۴۴ آغاز شد و با شکست ارتش آلمان نازی و خروج کامل آنها از فنلاند در تاریخ ۲۵ آوریل سال ۱۹۴۵ به پایان رسید.